# Parco nazionale di Capo Orange
Il parco nazionale di Capo Orange è un'area naturale protetta istituita nel 1980, situata nella zona settentrionale del Brasile, nello Stato dell'Amapá, in corrispondenza del confine con la Guyana francese, che corre lungo il fiume Oiapoque e comprende una zona di terra e una fascia costiera .

## Storia
Il parco nazionale di Capo Orange fu istituito il 15 luglio 1980 attraverso il decreto nº 84.913. 
Il parco è stato creato con lo scopo di proteggere alcuni ecosistemi di grande bellezza e rilevanza ecologica, rendendo possibile la realizzazione di attività di ricerca scientifica e lo sviluppo di attività di educazione e interpretazione ambientale, a contatto con la natura. A questo fine, il parco - attraverso il suo piano di gestione - organizza attività che prevedono visite controllate, a scopo educativo e di ricerca scientifica .

## Territorio

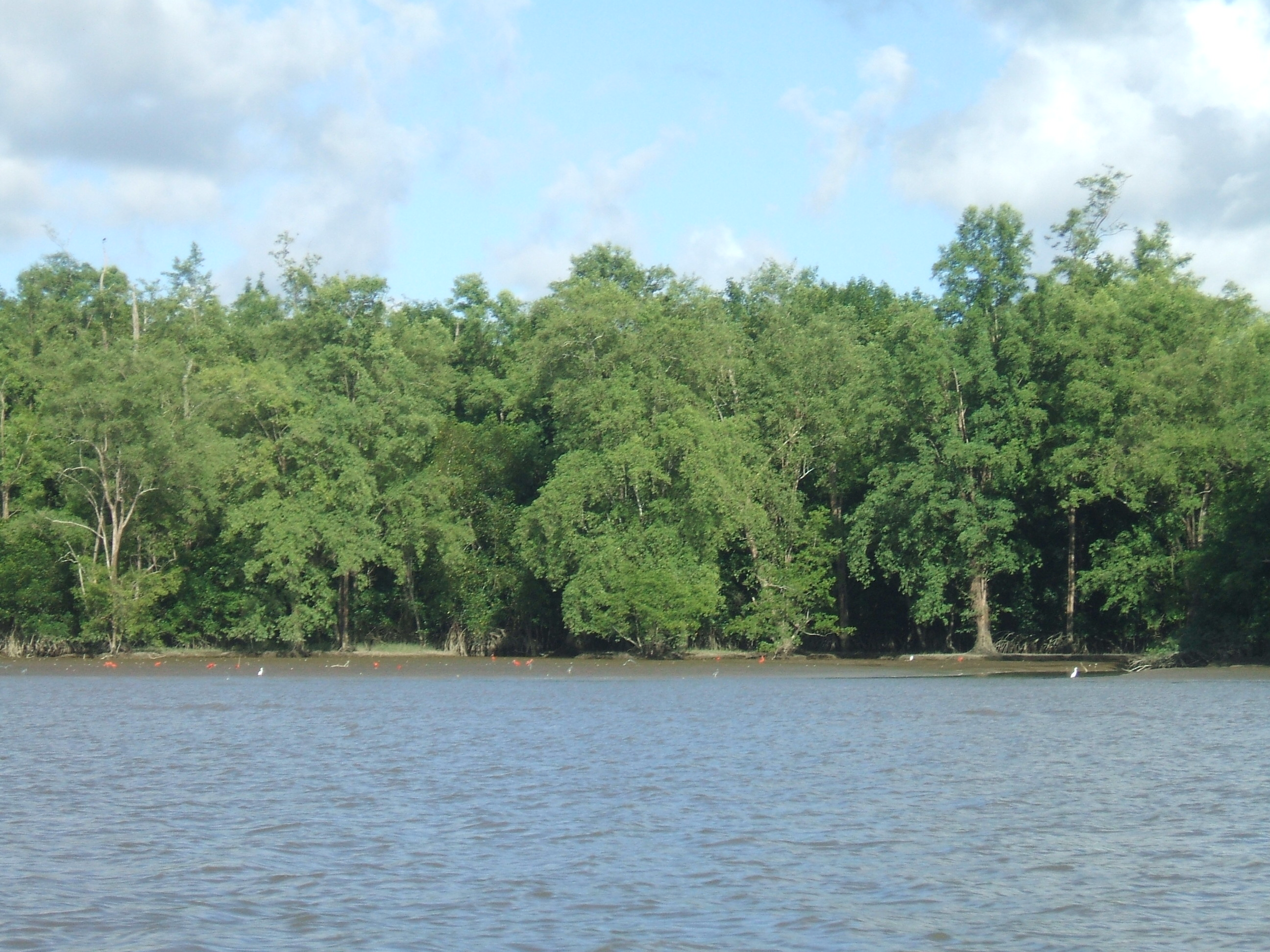
Volo d’uccelli tra le mangrovie

Il parco confina a nord con la Guyana francese, lungo il tracciato del fiume Oiapoque, fino al capo Orange, a sud il limite è segnato dal fiume Cunani e l’area di quilombo Cunani, a ovest confina con le terre indigene di Uaçá e di Juminã, oltre che per un piccolo tratto con l’Assentamento de Vila Trecha mentre a est il parco occupa una porzione marina che si addentra per 10 km nell’oceano Atlantico . 

Il parco nazionale di Capo Orange protegge il 4,3% dell’area dello Stato dell’Amapá, e comprende ecosistemi (e ecoregioni) di vario tipo:
- mangrovie: mangrovie dell'Amapá;
- praterie e savane inondabili: zone umide del Marajó;
- foreste inondabili;
- foresta ombrofila aperta: foreste pluviali dell'altopiano della Guyana;
- cerrado;
- restinga.

La parte marina del parco è fortemente influenzata dai detriti e dalle sostanze nutritive trasportate dal rio delle Amazzoni, che sono spinte verso nord dalla corrente dominante e fanno sì che la salinità media delle acque rimanga intorno al 20 per1000, poco più della metà in confronto a un valore medio dell’oceano di 35.

### Clima
Lo Stato dell’Amapá si trova all’interno della zona di convergenza intertropicale e quindi gode di elevate precipitazioni, principalmente lunga la fascia costiera. La quantità media annuale di precipitazioni si colloca al disopra dei 3.000 mm/anno, nel municipio di Calçoene si è registrata la media più alta di tutto il Brasile, con 4.238 mm e una punta annuale nel 2000 di 6.903 mm. Le piogge si prolungano nel periodo da dicembre a luglio e sono particolarmente intense in aprile e maggio. La media delle temperature non oscilla significativamente nel corso dell’anno, e si attesta tra i 26 e i 28 °C.

La temperatura dell’acqua, nella zona coperta dal parco, è sostanzialmente stabile nel corso dell’anno, con piccole oscillazioni tra 1 26 e i 28 °C .

### Minacce
La frontiera nord dell’Amapá è aperta verso la Unione europea infatti le leggi in vigore nella Guyana francese sono le stesse in vigore in Francia, di cui costituisce a tutti gli effetti un dipartimento. Questo ha un impatto dal punto di vista dell’emigrazione, vista l’attrattività esercitata da una zona che beneficia di maggiore investimento pubblico in infrastrutture, mentre la conservazione ambientale riceve una minore attenzione. Il passaggio stesso della frontiera mette in evidenza dei contrasti difficili da giustificare, dovuti alla difficoltà cui i brasiliani devono sottostare per attraversare i controlli (è richiesto il visto, che può essere ottenuto solo a Macapá), comparata con la facilità con cui avviene il passaggio nel senso contrario.
L’attività antropica più conflittuale è comunque quella della pesca (pesci e cattura dei granchi nel mangrovieto), pur essendo solo di tipo artigianale e sottoposta alle limitazioni consensualmente previste da un accordo di cooperazione tra pescatori e autorità di gestione del parco .
Prospezioni petrolifere al largo del capo Orange potrebbero essere avviate, con grave rischio per la mangrovia che si trova in questa zona, la maggiore del mondo, per la quale non esistono metodi di recupero in caso di inquinamento . Lo sfruttamento però ancora non è iniziato per via degli alti costi di investimento necessari per la gestione economica e commerciale di questa area.

## Flora

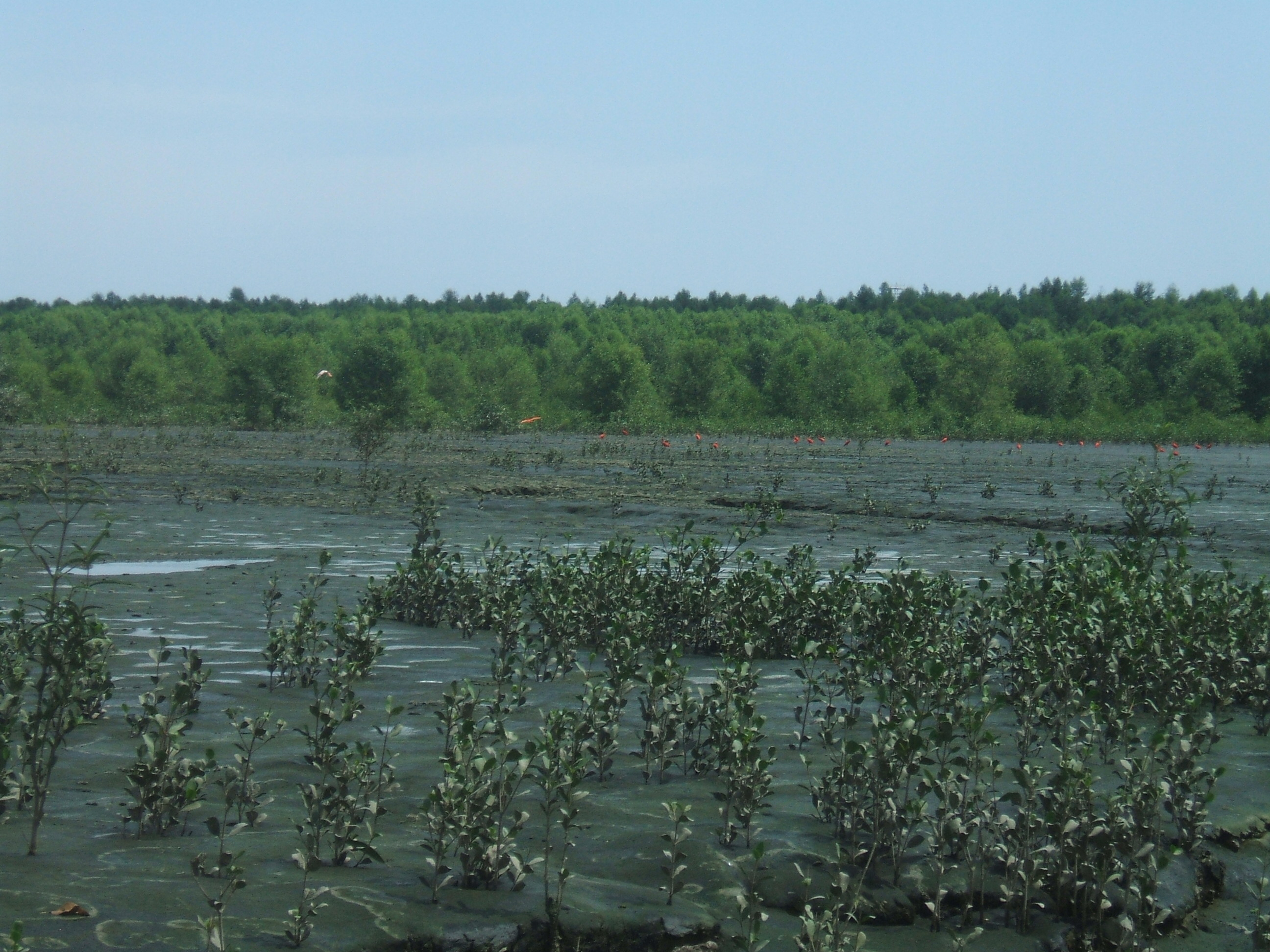
Mangrovieto in formazione

Per quanto riguarda la flora, il parco presenta sei tipi di formazioni vegetali, nelle quali sono state identificate 357 specie.
- Mangrovie. Le più estese mangrovie del Brasile si trovano in questa ecoregione delle mangrovie dell'Amapá perché si concentrano tutte le condizioni ideali per il loro sviluppo: salinità ridotta, grande escursione delle maree, ricchezza di sedimento e temperature elevate. I due generi più rappresentati sono Rhizophora e Avicennia. Nelle parti più interne, intorno alle lagune, si trova anche flora erbacea.
- Praterie inondabili. Corrisponde alla vegetazione insediata lungo la costa e l'estuario dei fiumi e costituiscono la formazione più rappresentativa in termini di estensione, nella superficie del parco. Sono stati identificati 51 generi appartenenti a 37 famiglie: le più ricche sono le Cyperacee, le Poacee, le Fabacee e le Orchidacee. Le specie più abbondanti sono il giacinto d'acqua (Eichhornia crassipes), Eichhornia interstincta,  Hymenachne amplexicaulis,  Thalia geniculata.
- Zone umide permanentemente inondate. Si trovano nella parte più bassa delle formazioni precedenti, dove il drenaggio non è mai completo; sono rappresentati tra gli altri i generi Eleocharis e Polygonum.
- Foreste umide. Sono le formazioni forestali che si sviluppano lungo le rive dei fiumi, in zone più distanti dal mare, dove l'acqua rimane dolce e è molto ricca di sedimenti fertili, trasportati dai fiumi. Sono state identificate 109 specie, appartenenti a 46 famiglie. Le più diffuse sono le Aracee, le Fabacee e le Arecacee. La specie più abbondante è l'açaí (Euterpe oleracea). In alcune macchie appaiono esemplari di cacao, probabilmente impiantati al tempo della colonia francese del secolo XVII, quando i confini non erano stati ancora definiti con certezza.
- Foresta ombrofila aperta. Si tratta di foreste caratterizzate da una canopia a circa 20 m di altezza, con esemplari che possono raggiungere i 30. Sono state identificate 155 specie e le famiglie più rappresentative sono le Aracee e le Rubiacee. Tra le specie più abbondanti si segnalano Ambelania acida, Protium decandrum, le palme Attalea maripa e le epifite Philodendron adansoni e Philodendron meliononi.
- Cerrado. L'area di cerrado si trova sui sedimenti areno-argillosi, copre circa 4.000 ha e comprende 42 generi di 29 famiglie, tra cui sono notevoli le Cyperacee.
- Restinga. Sono state identificate quattro formazioni di restinga, parallele alla attuale linea di costa a distanza tra 1 e 20 km dal mare. Si trovano soprattutto Arecaceae [5][3].

## Fauna
Tra gli insetti, il parco presenta una grande differenziazione, sono state identificate almeno 25 famiglie, tra le quali le più rappresentate sono i tafani, le api e le vespe. Numerosi sono gli insetti acquatici.

Per i rettili non è stato fatto un censimento sistematico, ma si sa che sono presenti nel parco almeno tre specie di coccodrilli: il caimano nero, il caimano dagli occhiali e il caimano nano di Schneider. Tra le tartarughe, sono state trovate la tartaruga del rio delle Amazzoni, la testuggine dal collo torto e altre marine quali la tartaruga liuto.

Tra gli uccelli, ci sono sia specie tipicamente amazzoniche, sia specie migratorie, totalizzando un numero di 318 specie di 56 famiglie differenti. Lungo la costa primeggiano le specie piscivore tipicamente associate alle mangrovie, come per esempio il Buteogallus aequinoctialis e il conibecco bicolore. Nei pressi delle lagune interne (igarapé) si sono trovate l'airone bianco maggiore, la garzetta nivea, cicogne quali la cicogna americana, la cicogna maguari e la cicogna jabiru. Sul capo Orange nidifica l’unica colonia brasiliana di fenicottero rosso. Inoltre, si trovano grandi popolazioni di pappagalli e varie specie migratorie che transitano in provenienza dall’emisfero boreale.

Tra i mammiferi, sono state registrate 54 specie di 24 famiglie. Oltre a varie specie di roditori, tra cui scoiattoli e porcospini, si trovano ungulati quali i cerbiatti mazama rosso e mazama grigio, i tapiri, i pecari e pecari dal collare.
I carnivori sono poco rappresentati, limitandosi ai felini (Leopardus tigrina, margay, lontra gigante e giaguaro. Non mancano le scimmie, che sono cacciate a scopo alimentare dalla popolazione locale. Tra i mammiferi acquatici, sono stati osservati l'inia e la sotalia; mentre il lamantino delle Amazzoni si osserva solo con molto raramente. Il lamantino dei Caraibi è presente nei racconti dei pescatori.
Tra le specie marine, la pesca industriale si interessa dei gamberi quali il Penaeus subtilis e il Paenus schmitti. Anche vari pesci sono presenti e oggetto di interesse a scopo commerciale, in particolare: l'Arius spp., il Cynoscion acoupa e gli squali grigi.

Una nuova barriera corallina è stata identificata nel 2016 qualche decina di chilometri al largo del parco: .

## Comuni

Foschia mattinale a Oiapoque

Il parco è compreso nel territorio dei municipi di Oiapoque e Calçoene, nello Stato dell’Amapá, al confine settentrionale del Brasile e si trova sulla frontiera con la Guyana francese.

## Accessi
Il parco si estende per 200 km e non ha vie di accesso semplici, per cui si distinguono tre zone a cui accedere per vie diverse: nord, centro e sud. SI accede alla zona nord, via fiume, dopo 50 k di navigazione sul fiume Oiapoque, partendo dall’omonimo municipio. Si accede alla zona centrale attraverso la base logistica del parco, situata nel paese di Taperebá: in parte per via terra e in parte per via fluviale, pur necessitando di piloti esperti perché la navigazione di quel tratto richiede molta esperienza. Alla zona sud, si accede da Macapá, la capitale dello Stato, dopo 330 km di strada fino al municipio di Calçoene e da lì attraverso 52 km di strada rurale che portano fono al fiume Cunani, dove ha inizio il parco. La strada è impercorribile del periodo da febbraio a luglio perché le piogge la rendono intransitabile .

## Strutture ricettive
La sede del parco si trova nella località di Taperebá, dove (fino al 2010) vivevano due famiglie per un totale di circa 30 persone. L’insediamento più ampio invece è quello di Cunani, all’estremità meridionale del parco, dove abitano circa 65 persone e il parco possiede un'altra base.